# Podogymnura aureospinula
Podogymnura aureospinula — вид ссавців родини Їжакових. Ендемік Філіппін. Поширений в помірно первинному та вторинному низинному дощовому лісі.

## Морфологія
Морфометрія. Два зразки мали довжину голови й тіла: 190—211 мм, довжину хвоста: 59—73 мм.
Опис. Хутро спини є золотисто-коричневим з чорними цяточками. Низ без голок і головним чином коричнювато-сірий. Самиця мала дві молочні залози. 